# Rabou
Rabou település Franciaországban, Hautes-Alpes megyében. Lakosainak száma 90 fő (2022. január 1.). Rabou Gap, La Roche-des-Arnauds és Dévoluy községekkel határos.

## Népesség
A település népességének változása:
| Lakosok száma | 34   | 46   | 76   | 77   | 77   | 80   | 83   | 87   | 89   | 90   |
|               | 1968 | 1990 | 2006 | 2011 | 2015 | 2016 | 2018 | 2019 | 2021 | 2022 |